# Veio (geologia)

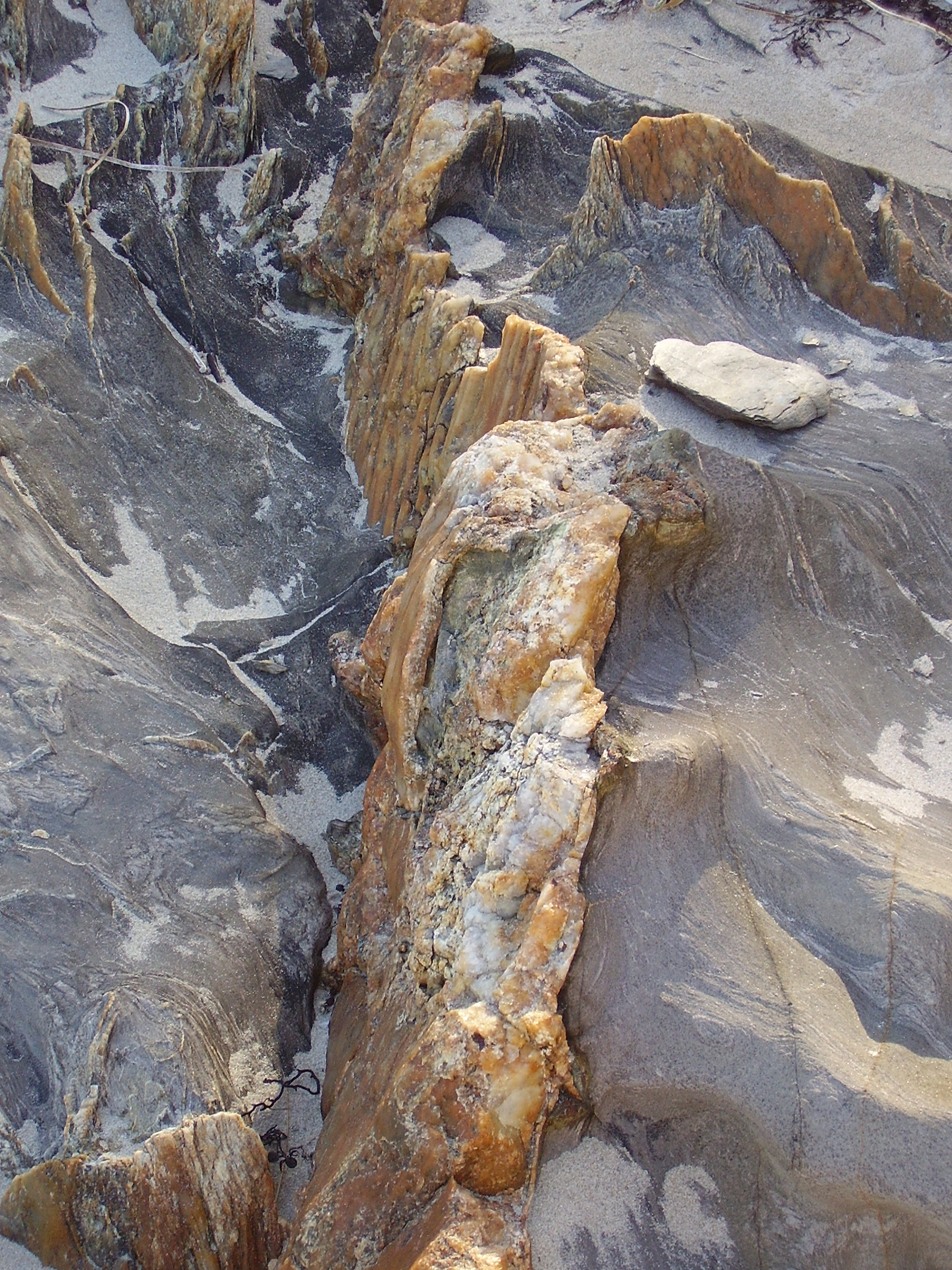
Um veio de quartzo, deixado proeminente em resultado da meteorização da rocha circundante.

Veio é a designação dada em geologia e petrologia a corpos foliares de materiais distintos, por vezes com apenas alguns milímetros de espessura, encaixados no interior de uma massa rochosa ou rocha. O veio é em geral formado por minerais diferentes daqueles que estão presente na rocha encaixante. Os veios formam-se quando constituintes minerais transportados por uma solução aquosa que atravessa a rocha por percolação são depositados por precipitação. O fluxo hidráulico subjacente ao processo é geralmente devido a circulação hidrotermal.